# Калагин, Сергей Викторович
Сергей Викторович Калагин (26 сентября 1946 — 27 февраля 2006) — советский и российский дирижёр, лауреат Первого Всероссийского конкурса дирижёров (1982), Заслуженный артист Татарской АССР (1985), дирижёр Ленинградского Малого театра оперы и балета (1975—1980) и Мариинского театра, главный дирижёр Новосибирского театра оперы и балета (2001—2004).

## Биография
Родился 26 сентября 1946 года в Горьком.
В 1970 году окончил факультет хорового дирижирования Горьковской консерватории (профессор М. А Саморукова), затем учился на факультете оперно-симфонического дирижирования в Ленинградской консерватории (класс профессоров К. А. Симеонова, А. С. Дмитриева и Н. С. Рабиновича).
В 1975—1980 годах был дирижёром Ленинградского академического Малого театра оперы и балета (девять постановок оперы и балета); с 1980 по 1989 год — Казанского симфонического оркестра; в 1989—1991 — Камерного музыкального театра «Санктъ-Петербургъ Опера»; с 1991 года — дирижёр Мариинского театра, вместе с которым гастролировал по Германии, Италии, Франции, Австрии, Израилю, Португалии.
С 2001 года был главным дирижёром (2001—2004) и музыкальным руководителем Новосибирского театра оперы и балета. Одновременно с должностью главного дирижёра НГАТОиБ продолжал работать дирижёром в Мариинском театре.
В 2001 году стал музыкальным руководителем гастролей оперного театра Новосибирска в Китае, в следующем году — Южной Корее.
В 2002 году — дирижёр балета «Коппелия» Л. Делиба (спектакль Новосибирского оперного театра) на театральном фестифале «Золотая маска», получившего «Золотую маску» за «Лучший спектакль балета».
Умер 27 февраля 2006 года. Похоронен на Волковском православном кладбище Санкт-Петербурга.

## Дирижёрская работа и постановки

### Новосибирский оперный театр
В Новосибирском оперном театре был дирижёром спектаклей «Борис Годунов» и «Хованщина» М. Мусоргского; «Пиковая дама», «Евгений Онегин», «Иоланта», «Спящая красавица», «Щелкунчик» и «Лебединое озеро» П. Чайковского; «Моцарт и Сальери» Н. Римского-Корсакова; «Богема», «Тоска» и «Мадам Баттерфляй» Дж. Пуччини; «Аида» Дж. Верди.
Постановщик опер «Кармен» Ж. Бизе (2001), «Риголетто» Дж. Верди, балета «Петрушка» И. Стравинского (2002).